# Prodrive P2
Der Prodrive P2 ist ein Konzeptfahrzeug des Herstellers Prodrive. Der zweisitzige Sportwagen wurde im Januar 2006 in Birmingham auf der Automesse „Autosport International“ vorgestellt. Als Basis wurde die Plattform des Subaru R1 genutzt. Das Design des Fahrzeugs stammt von Peter Stevens der unter anderem für das Design des McLaren F1 verantwortlich war.
Als Basis für die Entwicklung des Motors diente Prodrive der Subaru EJ207-Boxermotor mit obenliegender Nockenwelle, 2,0-l-Hubraum und 222 kW/300 PS, wie er auch in nahezu allen Impreza WRX STi und World-Rallye Impreza Modellen seit 1998 Verwendung findet. Der Motor wurde von Prodrive stark modifiziert um den hohen Anforderungen des Motorsports gerecht zu werden, da der P2 als Grundlage für zukünftige Rallye- und Tourenwagen-Modelle des Imprezas dienen sollte. Die englische Autosendung Top Gear, die ein Exemplar testen konnte, gab die Leistung mit 345 bhp (dies entspricht circa 257 kW/350 PS) an. Die Redaktion von Top Gear maßen für die Beschleunigung von 0–60 mph 3,8 Sekunden, was circa der Beschleunigung von 0 auf 100 km/h entspricht, die Höchstgeschwindigkeit wurde mit 174 mph (280 km/h) gemessen. Mit diesen Werten und aktivem (elektronisch gesteuertem) Mittel- und Hinterachsdifferenzial (von Prodrive "Active Torque Dynamics" genannt) erreichte der Prodrive P2 eine Power Lap Zeit von 1:24,3 min auf dem Testparcours von Top Gear, damit schlug er im Top-Gear-Test andere Sportwagen wie den Ford GT40, Audi R8, Lamborghini Gallardo Spyder oder auch einen Porsche 911 Carrera S.
Außerdem war der P2 mit einem Anti-Lag-System das aus dem WRC Impreza stammte ausgestattet, ein System das in straßenzugelassenen Autos nur sehr selten Verwendung findet. Angaben von Prodrive zur Folge könnte der P2 für einen Auftraggeber zu einem Endverkaufspreis von 40.000 £ in Serie hergestellt werden, Prodrive selbst plant jedoch keine Serienproduktion des P2.